# Eragrostis excelsa
Eragrostis excelsa är en gräsart som beskrevs av August Heinrich Rudolf Grisebach. Eragrostis excelsa ingår i släktet kärleksgrässläktet, och familjen gräs. Inga underarter finns listade i Catalogue of Life.